# Karsten Knolle
Karsten Knolle (n. 17 ianuarie 1939, Neinstedt, Saxonia-Anhalt, Germania – d. 3 ianuarie 2024) a fost un om politic german, membru al Parlamentului European în perioada 1999-2004 din partea Germaniei. 